# Alì Babà e i 40 ladroni (miniserie televisiva)
Alì Babà e i 40 ladroni (Alì Babà et les 40 voleurs) è una miniserie televisiva di produzione italo-francese del 2007 diretto da Pierre Aknine ed è basato sulla storia omonima.

## Trama

### Primo episodio
L'anziano Alì Babà insieme alla nipotina Kenza è in viaggio verso la Caverna delle Meraviglie e lungo il viaggio egli racconta alla bambina, per l'ennesima volta, come tutto è cominciato:
Intorno all'800 d.C., due uomini dividono il mondo: l'imperatore Carlo Magno in Occidente e, governando da Baghdad, il Califfo Rachid Pacha in Oriente. Il Califfo manda a Carlo Magno degli ambasciatori che porta in dono un elefante. Considerando l'animale come un simbolo di forza e quindi una minaccia, Carlo Magno decide di rispondere inviando emissari al Califfo. L'imperatore affida la sua croce imperiale, tempestata di un enorme rubino e smeraldi, a un monaco, un letterato poco incline all'azione, padre Serafino. In questo modo, Carlo Magno mira a mostrare la sua forza e ricchezza a Rachid Pacha e, nel fare ciò, a mantenere l'equilibrio di potere tra i due imperi.
Nella città di Baghdad vive Alì Babà, un umile falegname che insieme a sua moglie Yasmina e al figlio Sliman cerca di tirare avanti. 
Un giorno Alì Babà di ritorno a Baghdad con un carico di legna incappa nei quaranta ladroni che lo derubano e lo lasciano a morire nel deserto senza acqua; contemporaneamente nell'oasi di Bulbur il monaco Serafino arriva assieme agli ambasciatori del Califfo e viene accolto da Morgiana e suo padre, il mago Al Miradjan; purtroppo i quaranta ladroni attaccano l'oasi e uccidono tutti, esclusi Serafino (che era ovviamente indossava un abito da donna ed è inoltre caduto nella vasca delle tinture) e Morgiana che vengono fatti prigionieri e condotti al mercato degli schiavi ma durante il tragitto Serafino, scambiato per una vecchia lebbrosa, riesce a scappare. Dopo ore quando sembra che Alì stia per esalare l'ultimo respiro un'aquila che si presenta con il nome Al Miradjan (che dopo che il suo corpo è stato distrutto il suo spirito si è incarnato) lo salva affermando che egli vivrà perché è destinato a cambiare il volto del mondo. Dopo averlo aiutato Alì torna a Baghdad non del tutto convinto di ciò che gli è stato detto.
Intanto al palazzo del Califfo, mentre egli aspetta il ritorno dei suoi ambasciatori insieme a un ambasciatore di Carlo Magno, il gran Visir Ya-Ya e l'amante e maga Zubaya (moglie ripudiata del Califfo) complottano per rovesciare il Califfo e diventare i sovrani del regno; per portare a compimento il loro piano ha ordinano a Malik capo della famigerata banda dei Quaranta Ladroni, e figlio della maga Zubaya, di trovare gli ambasciatori del Califfo e l'ambasciatore dell'imperatore ed eliminarli nella speranza di innescare una crisi diplomatica e costringere Rachid Pacha a dichiarare guerra a Carlo Magno.
Per cercare di dare almeno a suo figlio una vita un po' più stabile Alì, tornato a Baghdad, combina il matrimonio con Fouzia, figlia di Youssef, un commerciante di spezie, ma per rendere ufficiale il fidanzamento Alì deve donare mille denari a Youssef come dote; per fare ciò Alì va da suo fratello maggiore, Cassim ricco mercante di stoffe sposato alla bella e gentile Ouria, che nonostante siano sposati da anni non hanno mai avuto un figlio, che però è restio ad aiutarlo essendo avido fino al midollo - sottolineando sempre il fatto che lui si è occupato della sua educazione fin dalla morte dei loro genitori - e nonostante la cognata voglia aiutarlo di nascosto Alì non se la sente di derubare suo fratello così decide di pensare a un'altra soluzione. 
Mentre è in giro nel deserto intravede i quaranta ladroni e vedendoli carichi di tesori rubati li segue fino all'entrata di una grotta e dopo aver sentito il loro capo pronunciare "Apriti Sesamo" vede l'entrata della grotta aprirsi e i ladroni entrare per scaricare al suo interno la refurtiva per poi andarsene (subito dopo aver chiuso l'entrata pronunciando "Chiuditi Sesamo"). Accertatosi che la via sia libera Alì va davanti alla grotta e una volta aperta con la parola segreta si trova davanti più ricchezze di quante mai ne avrebbe sognate ma consapevole che la mancanza di troppi oggetti metterebbe in allarme i quaranta ladroni porta via con sé solo poche cose (mille denari, una croce straniera, una vecchia lampada a olio, un anello e un tappeto). Tornato a Baghdad incappa in suo fratello che sta comprando Morgiana al mercato degli schiavi e chiede che gli ceda uno dei suoi asini per concludere l'affare e dopo diverse discussioni accetta (Alì gli cede l'asino su cui non ci sono i tesori) così la povera Morgiana viene venduta.
Grazie al piccolo bottino che ha preso dalla grotta Alì paga Youssef, dicendogli che i soldi che gli ha prestato Cassim, in modo da ufficializzare il fidanzamento tra i loro figlio (con disappunto di Sliman per niente entusiasta della cosa dal momento che la figlia di Youssef non è molto bella ma disposta a sposarsi per il bene della famiglia) ma viene scoperto da Cassim a cui rivela il segreto della caverna. Cassim volendo tenersi sia i tesori che il fratelllo ha preso con sè, con la scusa di riportare le cose prese da Alì, attratto dalle ricchezze descritte da suo fratello il giorno dopo non solo non riporta gli oggetti che si è fatto dare dal fratello ma prepara una mandria di dieci asini e si mette in marcia verso la grotta con l'intento di impadronirsi di tutto il tesoro al suo interno. Giunto alla caverna la apre con la formula dettagli da Alì, e di fronte a tante ricchezze si fa prendere dall'avidità e carica sugli asini tutti i tesori che vede; purtroppo a un certo punto la grotta si chiude da sola e dimenticatosi la formula resta chiuso al suo interno. Quando i quaranta ladroni tornano alla grotta vedendo gli asini dinanzi all'entrata, Malik capisce che c'è qualcosa che non va e una volta aperta si trovano davanti Cassim e il suo secondo lo uccide senza pietà prima che parli. Preoccupato che ci sia qualcun altro che conosce il segreto della caverna Malik lascia degli uomini a guardia della grotta e infine ordine di fare a pezzi il corpo di Cassim.
Ouria preoccupata per il marito va ad avvisare il cognato e dicendogli che Cassim è uscito con dieci asini Alì capisce tutto e si dirige verso la grotta dove purtroppo trova il carpo di suo fratello fatto a pezzi. Viene scoperto dalle guardie all'entrata e rischia di essere ucciso ma viene misteriosamente salvato da dei serpenti che uccidono gli uomini, e subito dopo vede un'aquila. Nonostante sia spaventato riporta con sé il corpo a casa ma temendo che la notizia della morte di suo fratello attirerebbe i quaranta ladroni mettono su un piano per non far cadere i sospetti: prima chiedono a Youssef di curare Cassim dicendo che è malato in modo da far credere che egli sia morto in modo naturale successivamente chiede a un abile calzolaio cieco di ricucire il corpo di Cassim. 
Con la morte di Cassim, Alì e la sua famiglia si trasferiscono a casa sua ma il magistrato comunica ad Alì che egli deve prendere come seconda moglie sua cognata Ouria per proteggere la sua reputazione, cosa che irrita ulteriormente la moglie Yasmina (le due nuove donne non rendono facile le cose al povero Alì litigando in continuazione).
Il funerale viene celebrato nonostante la situazione familiare sia stabile il matrimonio di Sliman verrà lo stesso celebrato. Intanto Morgiana inizia a lavorare al negozio di stoffe di Cassim, Sliman dopo averla vista si innamora subito di lei ed è deciso a sposare lei e non Fouzia; al mercato incappa in un misterioso venditore di gioielli che gli regala una collana con un'aquila e Sliman a sua volta la regala a Morgiana; lei, riconoscendo nell'aquila il simbolo di suo padre, in un impeto di gioia accetta il suo regalo e abbraccia Sliman.
Malik si dirige a palazzo per andare a chiedere aiuto a sua madre che grazie ai suoi poteri scopre che chi conosce il segreto è Alì Babà, inoltre apprende che l'ambasciatore di Carlo Magno è ancora vivo - il che lo rende una minaccia per i suoi piani - e per prevenire il disastro il Visir ordina che l'uomo sia ricercato e arrestato chiamato "mostro rosso dagli occhi blu" sulla cui testa mette una taglia di diecimila denari, ma la più grande paura per la maga è lo scoprire che suo figlio ha ucciso il mago Al Miradjan e sebbene il suo corpo mortale sia morto il suo spirito è ancora vivo e ciò lo rende ancora pericoloso poiché egli è molto potente. Al Miradjan salva Serafino prima che il calore del deserto lo uccida e lo prega di salvare sua figlia poiché corre un grave pericolo.
Nel frattempo i quaranta ladroni continuano a cercare Alì Babà e quando vengono a conoscenza dal calzolaio cieco che giorni prima egli ha dovuto ricucire il corpo di un morto assaltano la casa ma troppo tardi così dopo aver minacciato il calzolaio ed essersi fatti dire dove possano essersi nascosti lo uccidono. Scoperta la nuova residenza con uno stratagemma Malik si fa passare per un mercante e chiede ospitalità ad Alì Babà per conservare dei grossi canopi d'olio prima di venderli, in realtà all'interno dei canopi ci sono nascosti i suoi uomini pronti a uscire al primo ordine. Morgiana che ha riconosciuto in Malik l'assassino di suo padre e avendo intuito la verità, dopo aver per caso ucciso il secondo di Malik, va da Youssef dove prende degli scorpioni velenosi con cui uccidere i criminali uno alla volta. Malik scopre Morgiana ma prima che l'uno possa uccidere l'altro riesce a scappare, in ogni caso il resto della banda viene sgominata; Malik torna al nascondiglio dalla madre Zubaya per prendere una spada impregnata di magia oscura ma la madre lo fa desistere perché la sua forza bruta non può niente contro la figlia di Al Miradjan e consegna al figlio "l'Acqua dei Sortilegi" e di usare l'astuzia. Intanto Morgiana suggerisce ad Alì, che voleva seppellire tutti morti nel giardino della stalla, e ai suoi famigliari di buttare i corpi dei criminali nel fiume per "lavare i peccati delle loro anime". Sulle sponde del fiume Alì e Sliman incappano in Serafino (ignari della sua identità) e lo portano a casa per aiutarlo.
Intanto a palazzo il gran Visir Ya-Ya fa recapitare al Califfo le teste dei suoi ambasciatori sotto sale affermando che ciò è stata opera di Carlo Magno e indignato da ciò ordina di prepararsi alla guerra. Alì venuto a sapere che l'uomo che ha salvato è il ricercato vorrebbe consegnarlo alle autorità, Morgiana lo ferma raccontando loro come stanno realmente le cose affermando che le accuse che gli sono state rivolte sono infondate. In quel momento le guardie del Califfo bussano alla loro casa. Cercando di prendere tempo Alì tira fuori il tappeto sottratto alla grotta e su di esso è raffigurata un'aquila che Morgiana riconosce come il regalo fattole da suo padre e Alì capisce che l'aquila che aveva incontrato era il padre della ragazza.
Il vecchio Alì Babà che stanco consiglia alla nipotina Kenza di andare a dormire perché il mattino dopo le racconterà il resto della storia.

### Secondo episodio
La storia riprende il mattino dopo dove Alì Babà mentre fa colazione con la nipote Kenza riprende a raccontarle la storia:
Le guardie del Califfo irrompono nel negozio prendendo tutte le stoffe necessarie per vestire le armate per la guerra contro Carlo Magno; fortunatamente Sliman e Morgiana sono riuscite a mettere in salvo Serafino portandolo con loro sul tappeto che riesce a volare grazie alla magia di Morgiana, fatto con capelli d'angelo. Serafino è salvo ma il pericolo non è passato: Malik scambia i suoi vestiti sporchi di sangue con quelli di un vecchio mendicante che poi uccide, e grazie alla pozione il mendicante morto prende le sembianze di Malik mentre lo stesso Malik quelle del mendicante in modo da far abbassare la guardia ai suoi nemici. Infatti mentre Sliman, Morgiana e Sliman sono al mercato scoprono il corpo del capo dei ladroni e pensando che sia morto se ne rallegrano. A palazzo mentre il complotto del Visir procede, la maga Zubaya è interessata a una profezia che dice "Il Califfo perirà per mano di una giovane vergine che porta al collo un'aquila nera in pietra d'onice" ma non ha ancora idea di chi parli. Lì si presenta a lei suo figlio Malik che sotto le spoglie dell'uomo che ha ucciso e la informa che la loro vendetta è iniziata.
Intanto a casa di Alì, l'ambasciatore fa fatica a guarire così Yasmina e Ouria gli somministrano mezza boccetta di un flacone che Youssef aveva dato ad Alì tempo prima, purtroppo l'effetto non è quello sperato (in realtà è un afrodisiaco, prodotto usato molto dal Visir) così Ali va da Youssef per chiedergli un antidoto, per la rabbia di Yasmina quando ne scopre il vero uso. Alì corre alla bottega da Youssef, contemporaneamente il Visir Ya-Ya vi esce, dicendogli che "suo cugino" ha bevuto metà della pozione che gli ha dato ma l'unico antidoto sono le donne altrimenti gli toccherà solo dormire per cinque giorni cosa di cui Alì non è contento. Cambiano discorso Youssef dice ad Alì che l'uomo che era uscito era il Gran Visir e dal momento che i loro figli si sposeranno gli dice il piano del quale è complice. Tornato a casa Alì racconta tutto alla famiglia, Sliman dal sentire questa storia è disgustato e sempre più deciso a non sposare Fouzia. Nel frattempo Malik si presenta alla bottega presentandosi come Abdul Al Mawak di Alessandria che desidera acquistare delle stoffe per la sua nuova casa, Sliman si offre volentieri di aiutarlo e mentre gli mostra le stoffe Malik prova a pugnalarlo, ma desiste quando lo stesso Sliman lo invita a cena a casa loro per cercare di convincere suo padre a fargli sposare Morgiana. Malik vede in questa offerta un'occasione imperdibile e accetta.
Intanto Serafino si riprende, ringrazia Alì per la sua ospitalità e gli chiede di vedere il Califfo ma Alì gli spiega che purtroppo lui è ricercato e se andrà per strada potrebbe essere arrestato e giustiziato con l'accusa di tramare contro il paese. Serafino sa che il complotto dev'essere svelato ma purtroppo si è reso conto che quando è stato aggredito ha perso il dono che il suo sovrano gli ha chiesto di consegnare al Califfo: la croce d'oro dell'Imperatore, tempestata di smeraldi e rubini, se non la consegnerà teme che il sovrano arabo crederà che il loro popolo è povero e debole. Dal racconto Alì si rende conto che l'oggetto di cui parla è lo stesso che ha trovato nella caverna, purtroppo la croce l'aveva presa Cassim e l'aveva nascosta da qualche parte in casa; dopo aver cercato in ogni angolo scopre che era stata nascosta sul trespolo del pappagallo camuffata con della stoffa. Ritrovato il manufatto Yasmina e Ouria vorrebbero subito consegnargliela ma Alì non vuole perché se l'ambasciatore sapesse dove l'ha presa scoprirebbe il segreto della caverna e di conseguenza anche il Califfo. Allora ad Alì viene un'idea: la mattina dopo Alì fa vedere a Serafino quella che lui afferma essere un'antica lampada magica che esaudisce i desideri, Serafino è scettico ma Alì gli ricorda che il loro paese è la terra delle favole e della magia così lo porta sul tetto dove davanti a lui gli fa esprimere il desiderio di restituirgli la croce; Morgiana che è nascosta lì vicino usa i suoi poteri per far volare il tappeto che con sopra la croce si presenta dinanzi a Serafino. L'ambasciatore è meravigliato e ringrazia Alì per averlo aiutato.
Nel mentre Ouria stando in compagnia di Serafino si è innamorata di lui, ma sapendo che egli è destinato a tornare nel suo paese una volta compiuto la missione deve dirgli addio, e anche Serafino si sente attratto da lei ma credendo che sia "opera del demonio della lussuria" né è un po' spaventato. Quello stesso giorno Sliman e Morgiana sono in giro sul tappeto ma senza saperlo vengono avvistati da Fouzia che li segue di nascosto al fiume dove vede i due baciarsi e sentendo dire a Morgiana che Sliman sposerà lei e non Fouzia, spezzandole il cuore. In più Alì scopre sua cognata e Serafino a letto insieme e vuole buttare l'ambasciatore fuori di casa, contemporaneamente anche Sliman afferma di voler sposare Morgiana e non Fouzia e che per farlo andranno in Abissinia, tutta questa storia insieme alla gelosia di Yasmina che crede che Alì ami Ouria (avendo fatto una scenata di gelosia) gli voltano tutti le spalle decidendo di partire con i due giovani. 
Il giorno dopo Youssef si presenta da Alì per informarlo che le guardie del Visir stanno continuando a cercare lo straniero e gli chiede di dargli una mano, con la scusa di doversi vestire questi aiuti a Serafino a nascondersi, nonostante il modo in cui si è comportato la sera prima. Giunte le guardie a casa sua queste cercano dappertutto e non lo trovano, dal momento che Serafino non si è nascosto nel fienile ma nella giare d'acqua per cucinare. Non c'è più molto tempo e Serafino è deciso a partire, nonostante gli rattristi separarsi da Ouria; con uno stratagemma Alì fa in modo che un mercante di schiavi - lo stesso che aveva venduto Morgana - che deve andare a palazzo porti Serafino travestito da donna e in cambio si fa restituire l'asino - il mercante ignaro dell'inganno crede invece di portare Morgiana - ma prima di andare, credendo che la lampada sia magica, la porta via con sé. Il Visir sospettando che il monaco cercherà di lasciare la città fa appostare i suoi soldati lungo la strada e poco dopo il carro con a bordo Serafino viene fermato dalle guardie che uccidono il mercante; Serafino allora tira fuori la lampada e sfregandola chiede che i soldati diventino granelli di sabbia cosa che avviene grazie a una magia di Al Miradjan che scaglia sui soldati che vengono fermati e paralizzati da una raffica di sabbia; subito dopo scappa.
Intanto Fouzia racconta a suo padre di ciò che ha visto e sentito da Sliman, allora Youssef sapendo che Morgiana è una schiava organizza un modo per sbarazzarsi di lei: dopo aver fatto recapitare da un ragazzino un messaggio alla ragazza dicendo che Sliman la aspetta al fiume questa si dirige lì; Sliman la raggiunge poco dopo ma quando capiscono che l'appuntamento era una trappola degli uomini a cavallo li attaccano rapendo Morgiana che viene portata al palazzo per essere venduta all'harem del Califfo. Sliman torna a casa e racconta l'accaduto a suo padre e questi è costretto a dire a Youssef, che è con lui, che i loro figli non si sposeranno dal momento che è Morgiana la donna di cui è innamorato Sliman; in quel momento il ragazzino che aveva parte il messaggio, passato per la ricompensa che gli aveva promesso Morgiana, dice ad Alì che è stato Youssef a incaricarlo di riportare il messaggio alla ragazza. Questi quando Sliman gli ordina di dirgli dove si trova Morgiana l'uomo rifiuta di parlare e che a Sliman non resta che onorare la promessa di sposare Fouzia, ma Sliman si rifiuta e anche Alì che finalmente ha accettato l'amore tra Sliman e Morgiana e minaccia di strangolarlo per rappresaglia se non gli dirà dove si trova la ragazza e Youssef terrorizzato rivela che Morgiana è stata portata all'harem con grande orrore di Sliman quando Yousef minaccia a sua volta Alì e l'intera famiglia di denunciarli al visir come traditori della causa senza che se ne accorga Ouria lo tramortisce colpendolo in testa. Sliman chieda a suo padre di andare a salvare Morgana e di usare il tappeto magico per raggiungerla.
Al palazzo della maga Zubaya scopre che Serafino è sfuggito alle guardie del Visir e dietro la sua fuga c'è la magia del mago Al Miradjan, ella non può fare nulla contro di lui dal momento che il mago è più potente di lei quindi se vogliono impedire l'incontro tra l'ambasciatore e il Califfo l'unico modo è uccidere il Califfo stesso, purtroppo egli è vulnerabile solo quando in presenza delle concubine e né lei né il Visir Ya-Ya possono. In quel momento il soldato che ha catturato Morgana porta la ragazza per l'harem, Zubaya riconosce grazie alla collana la ragazza della profezia e ordina che venga portata nelle sue stanze affinché venga preparata; una volta al suo cospetto le toglie la collana con l'aquila che di conseguenza annulla tutti gli incantesimi di Al Miradjan, e senza la sua magia sia le guardie stregate che il tappeto magico perdono il loro effetto e Alì precipita. Soccorso da Serafino i due provano a ripartire ma le guardie del Visir li circondano e catturano entrambi. Serafino tira fuori la lampada, anche se Alì smentisce dicendo che non è veramente magica, ma con sorpresa di entrambi da essa esce un Makif il Genio. Alì diventa il suo padrone e come primo desiderio gli chiede di annientare le guardie e questi con una magia li fa svenire dalle risate e libera i due. Mentre si dirigono a palazzo Morgiana viene stregata da Zubaya che le ordina di "uccidere il primo uomo che poserà la mano su di lei" e le consegna il pugnale con cui compiere l'omicidio. Alì arriva a palazzo per informare il Califfo ma incappa nel Visir, questi gli fa credere di essere dalla sua parte e lo distrae ma poco dopo questi viene informato che l'ambasciatore è stato catturato, che lo lascia poco dopo; Alì di nuovo evoca il genio e come secondo desiderio gli chiede di far comparire il Califfo dinanzi a lui ma egli non può farlo (dal momento che è un genio che sta ancora studiando) tuttavia riesci a farlo entrare nell'harem travestito da eunuco.
Mentre Alì entra nell'harem Serafino viene torturato e interrogato sulle armi che il suo paese possiede e questi per prendere tempo si inventa delle micidiali macchine da guerra, ispirate alle storie raccontategli da Ouria, e Ya-Ya incuriosito ordina di liberarlo affinché disegni questi macchinari; Alì trova Morgiana ma non appena questi la tocca la ragazza, a causa dell'incantesimo, cerca di ucciderlo almeno fino a quando questi non prendo una botta in testa che la risveglia dalla magia. In quel momento il Califfo, in compagnia di Zubaya entra e scopre i due, ma Alì fa in tempo a informarlo di quello che sta accadendo. Zubaya fa in tempo ad andare via e si dirige alle prigioni dove per ordine del Califfo ordina l'immediata esecuzione di Ya-Ya e la liberazione di Serafino, tuttavia anche la sua complicità viene svelata e prima che uccida il Califfo, che si fa scudo con Alì, Morgiana gli salva la vita quando torna in possesso della sua collana. Il complotto viene sventato, il nome di Serafino ripulito e l'accordo di pace tra i due sovrani salvato (inoltre vengono mostrati al Califfo i disegni di Serafino convincendo il Califfo chi sarebbe sciocco mettersi contro "un popolo così ben difeso") per ricompensare Alì Babà per aver evitato la guerra questi gli offre il posto di Gran Visir ma egli rifiuta perché "preferisce la felicità alla ricchezza" in più vorrebbe fare di Morgiana la sua nuova favorita ma la ragazza viene salvata quando Alì informa il sovrano che la giovane non è più vergine (cosa non vera).
Tornati a casa, senza Serafino che è rimasto a palazzo, vengono accolti da Yasmina, Ouria - felice che Serafino sia salvo ma anche triste che non sia con lei - e anche da Abdul Al Mawak. Tutto sempre perfetto ma durante la cena Morgiana sospetta che il vecchio Abdul non sia chi dice di essere - non avendo condiviso il sale, usanza tipica di Alessandria - e con uno stratagemma, mentre Alì sta raccontando ciò che è accaduto al Visir e alla maga, Morgiana si esibisce per loro in una danza del ventre dove pugnala l'uomo per poi rivelare la sua identità, quella di Malik.
Giorni dopo si festeggia il matrimonio tre Sliman e Morgiana, ma dal momento che ad Alì è rimasto ancora un desiderio egli chiede al genio Makif che sua cognata Ouria abbia un felice matrimonio e tanti figli. In qualche modo il desiderio si avvera e la donna decide di partire con Serafino, che era passato per salutare i suoi amici, e dalla loro unione sono nati due figli. 
La storia finisce con Alì che assieme alla nipote raggiungono la caverna delle meraviglie è lì con sua sorpresa Kenza apre l'entrata segreta con la parola magica che afferma di conoscere perché "l'ha vista in sogno" grazie ai poteri di sua madre. Kenza resta meravigliata dalle ricchezze nascoste al suo interno e sceglie una piccola collana da portare con sé. Suo nonno le spiega che la vera felicità non è nel denaro ma nell'amore tuttavia quando la nipote usa la magia sia per chiudere l'entrata sia per cambiare la parola d'ordine resta deluso perché la bambina non sembra volergli dire quale nuova parola d'ordine ha scelto.